# Laughlin Air Force Base
La Laughlin Air Force Base est une base aérienne de l'United States Air Force (USAF) et census-designated place située près de Del Rio, dans le comté de Val Verde, au Texas.